# مسواک (ترانه)
«مسواک» (انگلیسی: Toothbrush) ترانه‌ای از گروه پاپ-راک آمریکایی دی‌ان‌سی‌ای است که در ۱۷ مه ۲۰۱۶ منتشر شد. شعر ترانه توسط جو جوناس، ایلیا سلمان‌زاده، جیمز غالب و ریکارد گورانسون نوشته شده و تهیه‌کنندهٔ آن ایلیا سلمان‌زاده بود.
در موزیک ویدئوی این ترانه اَشلی گراهام در نقش معشوقهٔ جو جوناس بازی کرده‌است.

## جداول موسیقی
| جدول (۲۰۱۶)                                     | بالاترین رتبه |
| ----------------------------------------------- | ------------- |
| استرالیا (ای‌آرآی‌ای)                             | ۳۳            |
| بلژیک (اولتراتیپ فلاندرز)                       | ۴۰            |
| بلژیک (اولتراتیپ والونی)                        | ۴۳            |
| کانادا (۱۰۰ تک‌آهنگ داغ کانادا)                  | ۳۶            |
| ۲۷                                              |               |
| ۳۲                                              |               |
| ۶۷                                              |               |
| مجارستان (رادیوس تاپ ۴۰)                        | ۱۶            |
| ۳۵                                              |               |
| ایرلند (ایرما)                                  | ۶۵            |
| پرتغال (ای‌اف‌پی)                                 | ۸۶            |
| اسکاتلند (اوسی‌سی)                               | ۴۷            |
| اسلواکی (رادیو – ۱۰۰ آهنگ برتر)                 | ۵۸            |
| ۶۰                                              |               |
| Sweden Heatseeker (Sverigetopplistan)           | ۱۰            |
| تک‌آهنگ‌های بریتانیا (اوسی‌سی)                     | ۴۹            |
| بیلبورد هات ۱۰۰ ایالات متحده                    | ۴۴            |
| ۴۰ تک‌آهنگ برتر بزرگسالان ایالات متحده (بیلبورد) | ۳۲            |
| ایرپلی رقص/میکس شو ایالات متحده (بیلبورد)       | ۳۴            |
| ۴۰ آهنگ برتر جریان اصلی ایالات متحده (بیلبورد)  | ۱۸            |

## گواهی‌نامه
| منطقه                                   | گواهی  | واحد گواهی‌شده/فروش |
| --------------------------------------- | ------ | ------------------ |
| استرالیا (آی‌اف‌پی‌آی استرالیا)            | طلا    | ۳۵٬۰۰۰             |
| بریتانیا (بی‌پی‌آی)                       | نقره   | ۲۰۰٬۰۰۰            |
| ایالات متحده (آرآی‌ای‌ای)                 | پلاتین | ۱٬۰۰۰٬۰۰۰          |
| رقم فروش+پخش جاری تنها بر پایهٔ گواهی‌ها. |        |                    |

## تاریخچهٔ انتشار
| منطقه               | تاریخ         | فورمت                 | ناشر            | Ref.   |
| ------------------- | ------------- | --------------------- | --------------- | ------ |
| ایالات متحده آمریکا | ۲۳ اکتبر ۲۰۱۵ | دانلود نسخهٔ دیجیتالی  | ریپابلیک رکوردز | [ ۱۹ ] |
| ایالات متحده آمریکا | ۱۷ مه ۲۰۱۶    | برترین‌های معاصر رادیو | ریپابلیک رکوردز | [ ۲۰ ] |